# 停電 (地獄の再会) 〜 Kiss アンプラグド
停電 (地獄の再会) 〜 Kiss アンプラグド (Kiss Unplugged) は、1996年に『MTVアンプラグド』に出演したキッスの演奏を収録したアルバムである。

## 解説
当時のメンバーはポール・スタンレー、ジーン・シモンズ、ブルース・キューリック、エリック・シンガー。オリジナル・メンバーのピーター・クリスとエース・フレーリーが4曲にゲスト参加した。
「シー・ユー・トゥナイト」はシモンズのソロ・アルバムの楽曲である。
「トゥサウザンズ・マン」の原曲はローリング・ストーンズのアルバム『サタニック・マジェスティーズ』の収録曲で、キッスはクリスとフレーリ―が在籍していた1979年のアルバム『地獄からの脱出』でカバーした。
このコンサートをきっかけにオリジナル・メンバーによる再結成が企画され、キューリックとシンガーは同年12月に脱退した。

## 収録曲
1. カミン・ホーム Comin' Home – 2:21
2. プラスター・キャスターPlaster Caster – 3:17
3. ゴーイン・ブラインド Goin' Blind – 3:37
4. ドゥ・ユー・ラヴ・ミー Do You Love Me – 3:13
5. ドミノ Domino – 3:46
6. シュア・ノウ・サムシング Sure Know Something – 4:14
7. 英雄なき世界 A World Without Heroes – 2:57
8. ロック・ボトム Rock Bottom – 3:20
9. シー・ユー・トゥナイト See You Tonite – 2:26
10. アイ・スティル・ラヴ・ユー I Still Love You – 6:09
11. エヴリタイム・アイ・ルック・アット・ユー Every Time I Look at You – 4:43
12. トゥサウザンズ・マン 2,000 Man – 5:12
13. ベス Beth – 2:50
14. ナッシン・トゥ・ルーズ  Nothin' to Lose – 3:42
15. ロックンロール・オールナイト Rock and Roll All Nite – 4:20
16. ゴット・トゥ・チューズ Got To Choose – 4:01

※#16は日本盤のみに収録。

## 参加ミュージシャン
- ポール・スタンレー – ギター、ボーカル
- ジーン・シモンズ – ベース、ボーカル
- ブルース・キューリック （#12、#13を除く）– ギター
- エリック・シンガー（#12、#13を除く） – ドラムス、ボーカル
- ピーター・クリス（#12-#15） – ドラムス、ボーカル
- エース・フレーリー（#12-#15） – ギター、ボーカル